# لوئیزا گرت اندرسون
لوئیزا گرت اندرسون (به انگلیسی: Louisa Garrett Anderson) (۲۸ ژوئیه ۱۸۷۳–۱۵ نوامبر ۱۹۴۳) پیشگام پزشکی، عضو اتحادیه سیاسی و اجتماعی سافرجت و اصلاح‌طلب اجتماعی بود. وی دختر یکی از پیشگامان پزشکی به نام الیزابت گرت اندرسون بود که زندگی‌نامه‌اش را در سال ۱۹۳۹ نوشت.
اندرسون جراح ارشد سپاه بیمارستان زنان (WHC) و عضو انجمن سلطنتی پزشکی بود. خاله او، میلیسنت فاوست، یکی از طرفداران جنبش حق رای زنان در انگلیس بود. فلورا موری نیز شریک زندگی او، پزشک همکار و از فعالان جنبش حق رای زنان بود. عموزاده او دکتر مونا چالمرز واتسون نیز از فعالان جنبش حق رای زنان بود و سپاه کمکی ارتش زنان را بنیان نهاد.

## سنین جوانی و تحصیل
لوئیزا گرت اندرسون بزرگترین فرزند از بین سه فرزند الیزابت گرت اندرسون، نخستین پزشک زن انگلیس، یکی از بنیانگذاران دانشکده پزشکی زنان در لندن و نخستین زن شهردار منتخب بریتانیا، بود. پدر او جیمز جورج اسکلتون اندرسون، مالک شرکت بخار شرقی با مشارکت عمویش آرتور اندرسون بود. وی در مدرسه سنت لئوناردز در سنت اندروز و دانشکده پزشکی زنان در لندن تحصیل کرد، و در آنجا لیسانس پزشکی و لیسانس جراحی خود را در سال ۱۸۹۸ دریافت کرد. اندرسون دکترای پزشکی خود را در سال ۱۹۰۰ دریافت کرد و در ادامه برای تحصیلات تکمیلی در دانشکده پزشکی جانز هاپکینز ثبت نام کرد و برای مشاهده عمل‌های جراحی مدتی را در پاریس و شیکاگو گذراند.

## آغاز کار
گرچه اندرسون تحصیلات خود را در رشته پزشکی به پایان رسانده بود، در آغاز نتوانست در یک بیمارستان بزرگ عمومی کار کند، چرا که نگرش‌های آن زمان مخالف حضور پزشکان زن برای درمان زنان و مردان بود. در نتیجه، در سال ۱۹۰۲، او به بیمارستان جدید زنان پیوست؛ بیمارستانی ویژه زنان که مادرش آن را تأسیس کرده بود و زنان و کودکان را معالجه می‌کرد. اندرسون در آنجا در آغاز به عنوان دستیار جراحی و سپس به عنوان جراح ارشد کار کرد. وی عمل‌های زنان و زایمان را انجام داد و در سال ۱۹۰۸ مقاله‌ای را با همکاری آسیب‌شناس بیمارستان در مورد عمل‌های برداشتن رحم و تشریح ۲۶۵ مورد سرطان رحم تحت درمان در بیمارستان جدید زنان را منتشر کرد.

## فعالیت سافرجت

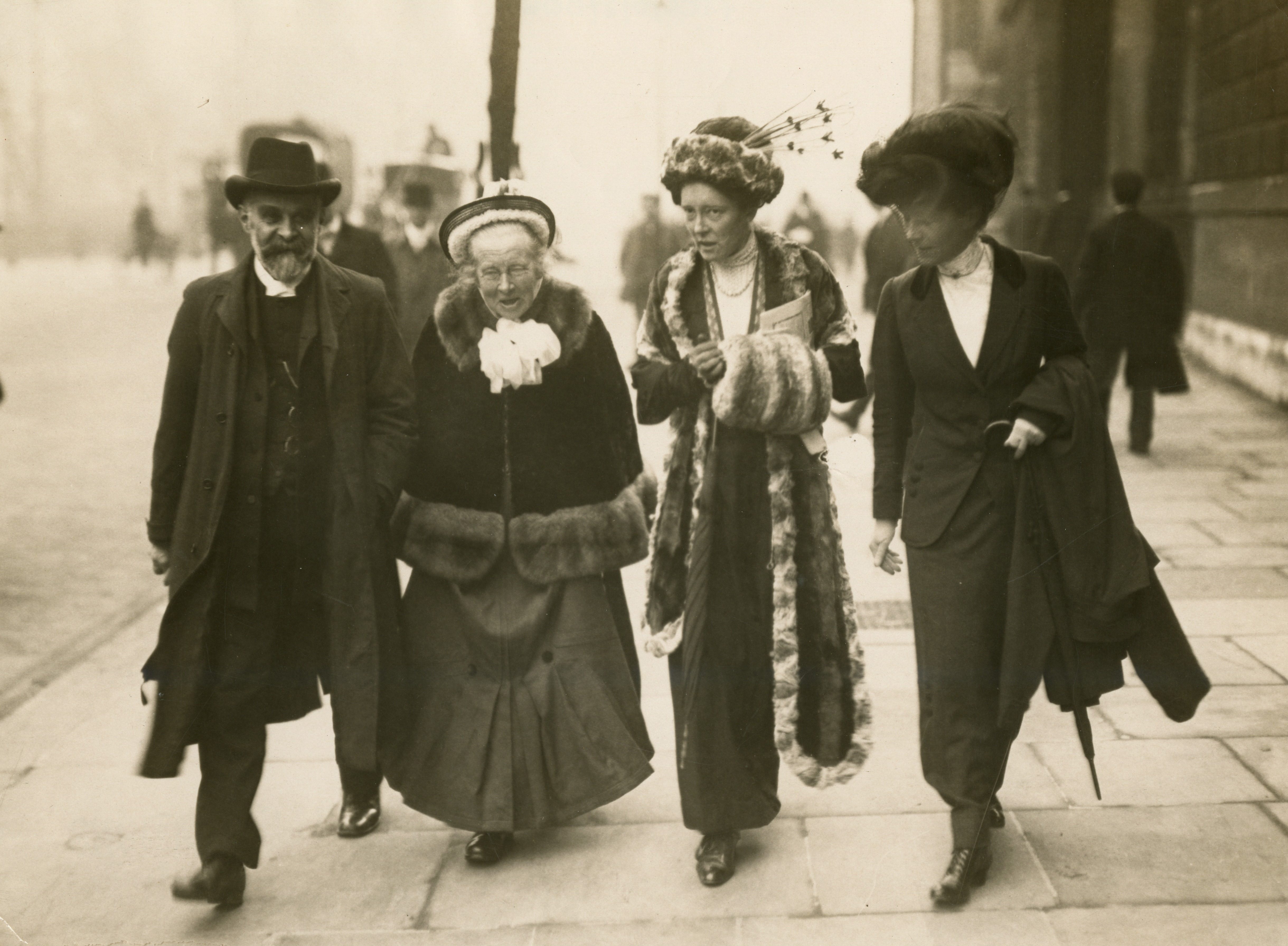
الیزابت گرت اندرسون و لوئیزا گرت اندرسون، آلفرد کالدکوت و شخص دیگری در سال ۱۹۱۰، روزی که به دیدار نخست‌وزیر بریتانیا رفتند

اندرسون از سال ۱۹۰۳ در سازمان‌های وابسته به اتحادیه ملی جامعه زنان سافرجت (NUWSS)، که طرفدار کسب حق رأی از راه‌های مسالمت‌آمیز بودند، فعال بود. او که از عدم پیشرفت در زمینه حق رأی ناامید شده بود، در سال ۱۹۰۷ به عضویت اتحادیه سیاسی احتماعی زنان (WSPU) که تندروتر بود، درآمد. در ۱۸ نوامبر ۱۹۱۰، اندرسون همراه با مادرش ،املین پنکهرست، آلفرد کالدکوت، هرتا آیرتون، خانم المی، هیلدا براکنبری، شاهزاده سوفیا دولیپ سینگ به اعتراض ۳۰۰ زن دیگر پیوست تا از نخست‌وزیر اسکویت برای حق رای دادن به زنان درخواست کنند. به دلیل خشونت و تجاوزهای جنسی که نیروهای پلیس و برخی دیگر از مردان در این روز مرتکب شدند، این اعتراض به جمعه سیاه معروف شد. بیش از صد زن، از جمله اندرسون، دستگیر شدند اما همه بدون اتهام آزاد شدند. او در سال ۱۹۱۲ به دلیل فعالیت‌های خود در زمینه سافرجت از جمله شکستن پنجره‌ها با پرتاب آجر، مدت کوتاهی در هالووی زندانی شد. اندرسون در سال ۱۹۱۴ به اگنس هاربن و گروه جدیدی از زنان و مردان پیوست و گروه سافراجیست‌های متحد را که در لندن، لیورپول، ادینبورگ و گلاسگو دارای شعبه بودند، راه‌اندازی کرد.

## جوایز
موری و اندرسون هر دو در اوت ۱۹۱۷ نشان امپراتوری بریتانیا (CBE) دریافت کردند.

## مرگ
اندرسون در برایتون درگذشت و سوزانده شد. خاکسترهای او در تپه‌های جنوب انگلستان پراکنده شد. لوح یادبودی از او در کنار سنگ قبر موری در نزدیکی خانه آن‌ها در پن، باکینگهام شر به یادگار مانده‌است.